# Tournament Players Championship de 1981
O Tournament Players Championship de 1981 foi a oitava edição do Tournament Players Championship, realizada entre os dias 19 e 23 de maio no Sawgrass Country Club de Ponte Vedra Beach, sudeste de Jacksonville, na Flórida, Estados Unidos. Raymond Floyd foi o campeão.
Três jogadores de golfe estiveram empatados após 72 buracos, com 285 tacadas, três abaixo do par: Floyd, Barry Jaeckel e Curtis Strange. O playoff começou no buraco 15 par-3, onde Floyd fez par e os outros dois fizeram bogeys.

## Local do evento
Esta foi a última edição realizada no Sawgrass Country Club; o torneio foi transferido, em 1982, para o vizinho campo do Estádio TPC at Sawgrass.